# Транспорт в Белгородской области
В городе расположены: железнодорожный вокзал «Белгород», автовокзал «Белгород», действует внутригородское автобусное и троллейбусное сообщение. В будущем предполагается строительство скоростного трамвая, а также фуникулёра от городского пляжа к спальным районам Харьковской горы. В городе в качестве общественного транспорта используются и маршрутные такси (подавляющее большинство в автопарке «маршруток» — автобусы ПАЗ-3205).
Воздушное сообщение с Белгородом осуществляются через международный аэропорт Белгород (аэропорт), который обеспечивает круглосуточный приём воздушных судов типа Ил-76, Ту-154, Boeing 737, Airbus A320 и классом ниже. Аэропорт оборудован современной системой посадки СП-80 и светосигнальным оборудованием ОВИ-1.
Через Белгородскую область проходят важнейшие железнодорожные и автомобильные магистрали межгосударственного значения, соединяющие Москву с южными районами России и Украиной, в том числе федеральная автотрасса М-2 «Крым» и железнодорожная магистраль «Москва — Харьков — Севастополь». Эксплуатационная длина железнодорожных путей общего пользования составляет 694,6 км, протяжённость автомобильных дорог с твёрдым покрытием (включая ведомственные) — 8,5 тыс. км или 87,7 % от общей протяжённости. Так же в Белгородской области имеется одна из немногих в России линия пригородного троллейбусного сообщения протяжённостью 34 км, проходящая по Федеральной автодороге "Крым" и соединяющая административный центр области с посёлком Майский.

## Автомобильный транспорт
В городе действуют 3 автовокзала: автовокзал Белгород, автовокзал Белгород-2 (расположен на привокзальной площади), автостанция «Энергомаш». От автостанции «Энергомаш» в основном отходят автобусы пригородного сообщения (например, Энергомаш-Майский). От автовокзала «Белгород 2» отправляются автобусы до ближних районных центров, причём отправление автобусов согласовано с прибытием электропоездов. Так, например, можно приехать на электричке из Ржавы и через 20 минут отправиться на автобусе в Грайворон. Также каждый час отправляются автобусы на Харьков, Москву. От центрального автовокзала отправляются автобусы в Кишинёв, Киев, Астрахань, Волгоград, Москву, Смоленск, Санкт-Петербург, Донецк, Днепропетровск, Львов, Саратов и в города ЦФО. Также автобусы связывают центральный автовокзал абсолютно со всеми районами области, маршруты захватывают большинство сёл и деревень.

### Автовокзал Белгород
Автовокзал Белгород — автовокзал города Белгород, расположен в северной части города, недалеко от международного аэропорта Белгород, по адресу проспект Богдана Хмельницкого, 160. Автовокзал имеет 15 посадочных платформ и осуществляет маршруты регионального, российского и международного значения. В среднем за сутки белгородский автовокзал выпускает от 150 до 200 рейсов.

## Воздушный транспорт

### Международный аэропорт Белгород
Аэропорт Бе́лгород — международный аэропорт, обслуживающий город Белгород и его агломерацию, а также города Белгородской области. Расположен в северной части города, в Восточном округе. Аэродром Белгород 2 класса, оборудован одной взлётно-посадочной полосой 11/29 класса длиной 2 500 м и шириной 45 м. Покрытие полосы — асфальтобетон, максимальный взлётный вес воздушного судна — 190 тонн. Является запасным аэродром московской воздушной зоны. Принимает воздушные суда среднего размера Ил-76,Ту-154,Ту-204, Boeing 757,Airbus A321 и все более лёгкие, а также вертолёты всех типов. Один из немногих аэропортов в ЦФО, сохранивший свою полную работоспособность. Осуществляет приём воздушных судов в любое время суток, при любых погодных условиях. Аэропорт работает круглосуточно. 

### Аэропорт Старый Оскол
Старый Оскол — аэропорт города Старый Оскол. Аэродром оборудован взлётно-посадочной полосой длиной 1800 метров и шириной 40 метров. Кроме того, имеется 4 места для стоянки воздушных судов и терминал с пропускной способностью 37 чел/час. Принимает воздушные суда: Ан-24, Ан-140, Ан-148, Saab 2000, Saab 340, Як-40, Як-42, Ил-114

## Железнодорожный транспорт
Железнодоро́жный тра́нспорт в Белгоро́дской о́бласти является важной составляющей транспортной системы региона. Железнодорожная сеть региона представлена магистралями Москва — Белгород — Харьков, Москва — Валуйки — Луганск, Валуйки — Лиски и другими железнодорожными линиями. Протяжённость железнодорожных путей общего пользования на территории области составляет 700 км, густота железнодорожной сети — 2,58 км на 100 км2 площади. Бо́льшая часть железнодорожных линий на территории области относится к Белгородскому отделению Юго-Восточной железной дороги.

### Грузовое сообщение
Объём отправления грузов железнодорожным транспортом на территории Белгородской области в 2008 году составил 40,5 млн. тонн. Наибольший вклад в объём погрузки вносят предприятий горнодобывающей промышленности (Стойленский и Лебединский ГОКи). Основные станции погрузки: Стойленская, Старый Оскол, Котёл. Линии Валуйки — Старый Оскол  и Валуйки — Лиски широко используется для транзитных грузовых поездов, следующих с территории Украины. Таможенный досмотр грузовых поездов осуществляется на станциях Валуйки (основной объём) и Белгород. В связи с возрастающим грузопотоком ведётся строительство постоянных пропускных пунктов «Головчино» (на станции Хотмыжск) и «Красный Хутор» (на одноимённом остановочном пункте).

### Пассажирское сообщение
Через Белгородскую область в зимний период проходит не менее 25 пар поездов дальнего следования, бо́льшая часть которых следуют по магистрали Москва — Харьков на территорию Украины и в обратном направлении. В летний период назначаются дополнительные поезда и количество пар возрастает до 70 и более. Таможенный досмотр поездов дальнего следования осуществляется на станциях Белгород и Валуйки. В Белгородской области формируется 2 фирменных поезда: «Белогорье» сообщением Белгород — Москва и «Приосколье» сообщением Валуйки — Старый Оскол — Москва. 

### Особенности
Белгородская область является приграничным регионом, вследствие этого целый ряд пригородных поездов является международными: Белгород — Казачья Лопань — Харьков (пропускной пункт Наумовка — Казачья Лопань), Белгород — Волчанск (пропускной пункт Нежеголь — Волчанск), Валуйки — Тополи, Готня — Ворожба (пропускной пункт Илек-Пеньковка — Пушкарное), Готня — Одноробовка — Харьков (пропускной пункт Хотмыжск — Одноробовка).  

## Пригородное троллейбусное сообщение
В Белгородской области работает одна из немногих в России линий пригородного троллейбусного сообщения протяжённостью 34 км, проходящая по Федеральной автодороге "Крым" и соединяющая административный центр области с посёлком Майский. Таким образом, троллейбусная система охватывает не только областной центр Белгород, но и посёлок Майский в Белгородском районе Белгородской области. Пригородный маршрут №15 «Энергомаш» — Харьковская гора —  Майский, протяжённостью 34 километра (одна из самых длинных линий пригородного троллейбусного сообщения в России). До 2002 года линию обслуживали 3-4  троллейбуса с интервалом движения 25-30 минут от остановки Завод «Энергомаш» до Сельскохозяйственной академии в посёлке Майский, начиная с 2002 года количество машин начало сокращаться до 2-3 в день, затем до 1 машины по расписанию 5 раз в сутки начиная с 2006 года. В 2011 году при поддержке бывшего директора МУП В. А. Рудого по многочисленным просьбам жителей города и Белгородского района была предпринята попытка реанимировать движение троллейбусов по данному маршруту и увеличено количество машин на линии до 3-х в первую смену и 2-х во вторую, но с уходом господина Рудого выход троллейбусов на линию 15 маршрута снова был сокращён до 1 машины, а с июля 2012 года и вовсе движение было закрыто, ввиду замены троллейбуса на малогабаритный автобус семейства ПАЗ. Дальнейшая судьба пригородной линии троллейбуса под угрозой. Есть информация о планах её демонтировать.
Длина контактной сети троллейбусных линий Белгорода более 120 км. Троллейбусный парк города состоит из 150 единиц техники, в основном троллейбусы российского производства ЗиУ-682В, 2 единицы ЗиУ-683, эксплуатирующиеся с 1990 года, и 3 единицы ЗиУ-6205, 30 единиц Оптима, а также имеется один троллейбус Skoda-ВМЗ-14Tr, запущенный в эксплуатацию в 1996 году. В 2002 году администрацией города было закуплено 15 новых троллейбусов ЗиУ-682Г, а в 2005 году было куплено ещё 20 новых троллейбусов ЗиУ-682Г, а в 2011 — 30 троллейбусов Тролза-5275.05 «Оптима».